# Gellért György (műfordító)
Gellért György (Budapest, 1922. október 17. – Budapest, 1994. január 26.) magyar műfordító. Az MTI nyugalmazott szerkesztője, a Magyar Írószövetség tagja, és a Nagy Lajos Irodalmi és Irodalmi és Művészeti Társaság elnökségének tagja, a Magyar Köztársasági Arany Érdemkereszt és a Gorkij-díj tulajdonosa.
Édesapja, Gellért Hugó (1890–1937) műfordító volt.

## Életpályája
Sírja a Farkasréti temetőben található.

## Műfordításai
- N. A. Pflaumer-Ziv: Kis család a nagy Szovjetországban (elbeszélés, 1945)
- Ny. Sz. Tyihonov: Leningrádiak (ifjúsági elbeszélés, 1945)
- Makszim Gorkij: Az én egyetemeim (regényes önéletrajz, 1947)
- Alekszandr Ivanovics Kuprin: Nagy, mély szerelmek (elbeszélések, 1947)
- Makszim Gorkij: Okurov városka (regény, 1948)
- Vlagyimir Galaktyionovics Korolenko: Makár álma (elbeszélések, 1948)
- Viktor Platonovics Nyekraszov: Fordul a kerék (regény, 1948)
- Maxim Szvesnyikov: Az üveg titka (ismeretterjesztő, 1948)
- Makszim Gorkij: Klim Számgin élete II-IV. (regények, 1949)
- Makszim Gorkij: Vergődés. Matvej Kozsemjákin élete (regény, 1949)
- Alekszander Iszbah: 1924-es korosztály (regény, 1949)
- Vlagyimir Galaktyionovics Korolenko: A gyilkos (kisregény, 1949)
- Lev Nyikolajevics Tolsztoj: Hóvihar (elbeszélés, 1949)
- Ny. Sz. Tyihonov: A kalifa (regény, 1949)
- Makszim Gorkij: Nyár (regény, 1950)
- I. Konsztantyinova: A kasini lány (napló, 1950)
- V. A. Sisakov: Nagy orosz csillagászok (1950)
- Ny. Sztrokovszkij: Gyár épül az őserdőben (regény, 1951)
- Feliksz Edmundovics Dzerzsinszkij: Válogatott cikkek és beszédek (Nyirő Józseffel, 1951)
- Emi Siao: Mao Ce-Tung gyermekkora és ifjúsága (1951)
- Ny. G. Garin-Mihajlovszkij: Utazás a Távol-Keleten (1951)
- A. V. Jefimov: Nagy orosz felfedezők (1951)
- R. Kim: A szungcsongi titkos füzet (kémnapló, 1951)
- Lukin: Solohov írói útja (1951)
- I. P. Magidovics-I. M. Szvet: Kolumbusz utazásai (1952)
- Ivan Pagyerin: A főirányban. Egy tiszt feljegyzései (1952)
- L. Rogyin: Öt hét Dél-Amerikában (1952)
- A. F. Siskin: A burzsoá erkölcs - az imperialista reakció fegyvere (Tábor Bélával, 1952)
- Nyikolaj Spanov: Az életért (ifjúsági regény, 1952)
- I. V. Babuskin visszaemlékezései (Szabó Máriával, 1953)
- A. Dimsic: Martin Andersen Nexő (1953)
- Sz. Hmelnyickij: Przsevalszkij utazásai (1953)
- Anna Karavajeva: Haza, 2. kötet: Lendület (regény, 1953)
- Vlagyimir Galaktyionovics Korolenko: Egy furcsa lány és más elbeszélések (Szőllősy Klárával, 1953)
- A. Malinyina: Marina Raszkova élete (regény, 1953)
- Makszim Gorkij: Levelek, cikkek, nyilatkozatok (1954)
- V. Orlov: Gribojedov (1954)
- E. De Amicis: Az Appenninektől az Andokig (elbeszélések, 1955)
- I. Halifman: A méhek (tanulmány, 1955)
- V. Orlov: A láthatatlan búvár (elbeszélések, 1955)
- A. M. Sirvanzade: Káosz (regény, 1955)
- A. Szoljanyik: Bálnavadászok a Déli Jeges-tengeren (1955)
- E. Brüning: Neked élned kell!… (regény, 1956)
- R. Karmen: Gépkocsival a sivatagon át (1956)
- Vlagyimir Galaktyionovics Korolenko: Nyelv nélkül és más elbeszélések (Szőllősy Klárával, 1956)
- Vlagyimir Afanaszjevics Obrucsev: Utazás Plutoniába (fantasztikus regény, 1956)
- Marija Prilezsajeva: A 7. betyárbanda (regény, Bk., 1956)
- R. Vipper: Róma és a korai kereszténység (1956)
- Lev Abramovics Kasszil: Svambránia nagy titka (ifjúsági regény, 1957)
- Alekszandr Ivanovics Kuprin: Szulamit (kisregény, 1957)
- V. P. Nyekraszov: A másik asszony (regény, 1957)
- Ivan Alekszejevics Bunyin: Szirének szigete (elbeszélések, 1958)
- I. Ilf-J. Petrov: Hogyan született Robinson? (humoreszkek, 1958)
- Valentyin Petrovics Katajev: Tanya a pusztán (ifjúsági regény, 1958)
- Alekszandr Ivanovics Kuprin: A boszorkány (elbeszélések; Kóbor Noémivel, 1958)
- A. G. Lebegyenko: Szemtől szembe (regény, Makai Imrével, 1958)
- L. Nyikulin: Ködös hajnal (regény, 1958)
- Konsztantyin Georgijevics Pausztovszkij: A fagylehelő paripa (mesék, elbeszélések, Halasi Andorral, 1958)
- Ivan Alekszejevics Bunyin: A szerelem szentsége (kisregény, 1959)
- Lev Abramovics Kasszil: Hókirálynő (ifjúsági regény, 1959)
- Nyikolaj Szemjonovics Leszkov: Az elvarázsolt zarándok (regény, 1959)
- Vlagyimir Galaktyionovics Korolenko: Kortársam története (regényes önéletrajz, 1960)
- Mihail Jevgrafovics Szaltikov-Scsedrin: Kormányzósági karcolatok (1960)
- Leonyid Vasziljevics Szolovjov: Az elvarázsolt herceg (regény, 1960)
- Ny. Sz. Tyihonov: A bokharai teaház (elbeszélések; Lányi Saroltával, 1960)
- Mihail Mihajlovics Zoscsenko: Verekedni nem szabad (elbeszélések; Gyöngyi Lászlóval, 1960)
- Wilfred Burchett: Akik az eget ostromolják (1961)
- Lev Abramovics Kasszil: Az egyetlen szerep (ifjúsági regény, Ungvár-Budapest, 1961)
- Henri Alleg: Hadifoglyok (börtönnapló, 1962)
- Alekszandr Alekszandrovics Fagyejev: A proletár irodalom országútján (Elbert Jánossal, 1962)
- Vagyim Mihajlovics Kozsevnyikov: Bemutatom Balujevet (regény, Pozsony, 1962; Ungvár-Budapest, 1963)
- Vaszilij Pavlovics Akszjonov: Kollégák (regény, Bk., 1963)
- Valentyin Petrovics Katajev: Téli szél (ifjúsági regény, Ungvár-Budapest, 1963)
- S. Michel: Uhuru Lumumba (1963)
- F. M. Resetnyikov: Hajóvontatók (regény, 1963)
- Léo Taxil: A szórakoztató Biblia (szatíra, 1963)
- V. F. Tyendrjakov: A múló idő nyomában (regény, 1963)
- E. Bartsh: Indiánok és négerek az Újvilágban (1964)
- Kornyej Ivanovics Csukovszkij: Az ezüstcímer (ifjúsági regény, 1964)
- J. Kanapa: Az egyház társadalmi tanítása és a marxizmus (1964)
- Alekszandr Ivanovics Kuprin: Verem (regény, 1964)
- Multatuli: Kamaszévek (regény, 1964)
- Ivan Alekszejevics Bunyin: A szerelem nyelvtana (elbeszélések, 1965)
- V. G. Jan: Őrtüzek a pusztán (történelmi regény, Ungvár-Budapest, 1965)
- Alekszandr Ivanovics Kuprin: Salamon csillaga (kisregények, elbeszélések, 1965)
- K. A. Fegyin: A világvége (elbeszélések, Maráz Lászlóval, 1966)
- Paul Henri Thiry d'Holbach: Szentek képtára, avagy vizsgálata a kereszténység által tisztelt és példaképül állított személyek szellemének, magatartásának, elveinek és érdemeinek (1966)
- L. M. Leonov: Mr. Mackinley menekülése (filmtörténet, Ungvár-Budapest, 1966)
- Mihail Jevgrafovics Szaltikov-Scsedrin: Kiskirályok és kiskirálynék (elbeszélések, 1966)
- V. F. Tyendrjakov: Hármas, hetes, ász. Rövidzárlat (kisregények; Szabó Máriával, 1966)
- Ivan Alekszejevics Bunyin: Arszenyev élete (regény, 1967)
- E. Kahane-R. Garaudy: Teilhard de Chardin (1967)
- Konsztantyin Szergejevics Sztanyiszlavszkij: Életem a művészetben (1967)
- V. I. Sztoljarov: Lehet-e kétszer ugyanabba a folyóba lépni? (1967)
- G. G. Belih-A. Pantyelejev: Skid Köztársaság (regény, Ungvár-Budapest, 1968)
- I. Cox: Szocialista eszmék Afrikában (1968)
- G. Görlich: Kényelmetlen szerelem (regény, 1968)
- V. M. Szobko: A fenevad barlangjában (regény, 1968)
- V. A. Csivilihin: Az utolsó percben (regény, Ungvár-Budapest, 1969)
- Lev Abramovics Kasszil: Majakovszkij (Ungvár-Budapest, 1969)
- Lev Abramovics Kasszil: Őfensége nyaral (ifjúsági regény, Ungvár-Budapest, 1969)
- A. Ny. Sztyepanov: Port Arthur után (történelmi regény, Ungvár-Budapest, 1969)
- Émile Zola: Életöröm (regény, 1969)
- M. D. Boncs-Brujevics: Felkötöttem kardomat… (visszaemlékezések, Ungvár-Budapest, 1970)
- L. I. Szlavin: A Kommün tábornoka (történelmi regény, Ungvár-Budapest, 1970)
- V. P. Asztafjev: Nagyanyó ünnepe (kisregények, elbeszélések; Enyedy Györggyel, Szabó Máriával, 1971)
- Alekszandr Romanovics Beljajev: A repülő ember (tudományos-fantasztikus regény, Ungvár-Budapest, 1971)
- G. B. Boriszovszkij: Szépség, ipar, forma (Papp Annával, 1971)
- Ivan Alekszejevics Bunyin: Sötét fasor (elbeszélések, 1971)
- A. Casanova: A 2. vatikáni zsinat (1971)
- Maurice Choury: Vive la Commune! A Párizsi Kommün története (1971)
- L. Pantyelejev: Utak hazafelé (regény, Ungvár-Budapest, 1971)
- A. N. Sztrugackij-B. N. Sztrugackij: Nehéz istennek lenni. A hétfő szombaton kezdődik (tudományos-fantasztikus regények, 1971)
- É. V. Iljenkov: Bálványképek és eszmények (1972)
- G. M. Markov: Szibéria (regény, 1972)
- Zoé Oldenbourg: Nagy Katalin (1973)
- Vlagyimir Galaktyionovics Korolenko: A paradoxon (kisregények, elbeszélések; Enyedy Györggyel, Szőllősy Klárával, 1974)
- Jules Verne: Várkastély a Kárpátokban (ifjúsági regény, 1974)
- Léo Taxil: A szórakoztató biblia (Bk., 1975)
- M. D. Marics: Északi fény (történelmi regény; Enyedy Györggyel, Budapest-Ungvár, 1981)
- I. Bunyin: Arszenyev élete (Bk., 1987)
- Charlotte Brontë: A professzor és tanítványa (II. rész, 1992)
- Lev Nyikolajevics Tolsztoj: Napló (Kozma Andrással, 1996)

## Díjai, elismerései
- Kiadói Nívódíjak (1960, 1962, 1970)
- Gorkij-díj (1987)
- A Munka Érdemrend ezüst fokozata (1988)
- Magyar Köztársasági Arany Érdemkereszt (1993)[4]